# Marc Vales
Marc Vales González (ur. 4 kwietnia 1990 w Les Escaldes) – andorski piłkarz grający na pozycji obrońcy lub defensywnego pomocnika.

## Kariera klubowa
Vales karierę juniorską rozpoczął w UE Sant Julià, skąd w 2006 trafił do FC Andorra. W 2007 rozpoczął profesjonalną karierę w rezerwach Sabadell FC. W 2008 przeniósł się do rezerw UD Ibiza-Eivissa, a w 2009 do CD Binéfar. W latach 2009–2011 grał w Atlético Monzón, a w latach 2011–2012 – w CD Atlético Baleares. W lipcu 2012 na zasadzie wolnego transferu trafił do Realu Madryt C, w którym zadebiutował 23 września 2012 w przegranym 1:2 meczu z Atlético Madryt B. W kwietniu 2014 trafił do FC Andorra, a w lipcu tegoż roku przeszedł do Realu Saragossa B. W lipcu 2015 został zawodnikiem CE L’Hospitalet. W sierpniu 2016 podpisał kontrakt do końca sezonu z Seinäjoen Jalkapallokerho z możliwością przedłużenia o rok.

## Kariera międzynarodowa
Vales reprezentował Andorę w reprezentacjach U-17, U-19 i U-21. W seniorskiej reprezentacji zadebiutował w marcu 2008 roku w meczu z Łotwą.